# Хомологи хромозоми
Хомологни хромозоми су спарени хромозоми идентични по величини, облику и функцији. У сваком пару хомологих хромозома (бивалент или тетрада) један потиче из мајчине, а други из очеве гарнитуре хромозома. Спаривање хомологих хромозома дешава се у зиготену профазе мејозе I и назива синапса, а раздвајање се врши у анафази мејозе I. Између спарених хромозома долази до кросинг-овера у пахитену профазе мејозе I. 